# Narebski Point
Narebski Point är en udde i Antarktis. Den ligger i Sydshetlandsöarna. Argentina, Chile och Storbritannien gör anspråk på området.
Terrängen inåt land är platt västerut, men åt nordost är den kuperad. Havet är nära Narebski Point åt sydväst. Trakten är glest befolkad. Närmaste befolkade plats är Escudero Station, 10,3 km väster om Narebski Point. 